# Sphaleroptera alpicolana
Sphaleroptera alpicolana är en fjärilsart som beskrevs av Frölich 1830. Sphaleroptera alpicolana ingår i släktet Sphaleroptera och familjen vecklare. Inga underarter finns listade i Catalogue of Life.